# Рид, Уильям Уинвуд
Уильям Уинвуд Рид (William Winwood Reade, 26 декабря 1838 — 24 апреля 1875) — британский философ и антрополог, писатель, военный корреспондент, исследователь Африки.

## Биография
Родился в семье помещика шотландского графства Пертшир. В 1862 году отправился в свою первую африканскую экспедицию, на территорию современного Габона и Анголы. Вернувшись оттуда, Уинвуд Рид опубликовал отчёт о своём путешествии, «Дикая Африка» («Savage Africa»). Несмотря на то, что книга вызвала нарекания тогдашних критиков своим излишне легковесным стилем, она содержала весьма ценные антропологические сведения.
В 1868 году Уинвуд Рид предпринимает второе путешествие по африканскому континенту, целью которого была империя Ашанти. Хотя ему не удалось проникнуть в эту страну, вторая экспедиция оказалась небесполезной. Уинвуд Рид исследовал малоизученные в то время районы Африки, находящиеся ныне на территории государства Сьерра-Леоне. По возвращении на родину Уинвуд Рид издал в 1873 году том «Африканских зарисовок» («African Sketch-Book»). В том же году Рид возвратился в Африку, где служил корреспондентом на развернувшейся тогда шестой англо-ашантийской войне. Уинвуд Рид находился в научной переписке с Чарльзом Дарвином.

## Философские работы
Наиболее известна книга Рида «Крестный путь человека» или «Мученичество человека» («The Martyrdom of Man», 1872). В ней Рид предстаёт критическим историком западной цивилизации, прибегающим в своём исследовании к методам естественных наук. На мировоззрение Рида, нашедшее выражение в этом сочинении, существенно повлиял социальный дарвинизм и идеи позитивизма.

## Значение Уинвуда Рида
Известен отзыв на «Крестный путь человека» британского политика Сесиля Родса, сказавшего, что «эта книга сделала его тем, кем он является». В том, что на него оказала влияние эта книга, признавался и писатель Герберт Уэллс.
Эта книга Рида неоднократно упоминается в сочинениях Артура Конан Дойла. В частности, в романе «Знак четырёх» Шерлок Холмс рекомендует эту книгу к прочтению доктору Ватсону, а также сочувственно цитирует некоторые пассажи из неё.